# Pathó István (színművész, 1935–2024)
Pathó István (Szatmárököritó, 1935. július 25. – 2024. augusztus 22.) Jászai Mari-díjas magyar színész.

## Életpályája
A Mezőgazdasági Akadémián végzett 1956-ban. Színházi pályafutása Debrecenben, a Sztanyiszlavszkij Stúdióban indult, majd Téri Árpád szerződtette 1956-ban a Csokonai Színházhoz. Két év után az Egri Gárdonyi Géza Színház, majd 1959-től a Békés Megyei Jókai Színház tagja lett. 1961-ben a kecskeméti Katona József Színházban dolgozott tovább. 1965-től a Nemzeti Színház színésze lett, 2000-től a Pesti Magyar Színház előadásain szerepelt.
Saját bevallása szerint 2010 óta „bezárkózott”: sem színházi, sem rádiós, sem szinkronmunkában nem vállalt részt, és nem is hiányzott neki. Szívesen olvasgatott a 3000 kötetből álló könyvtárában, a könyvek között angol és latin nyelvű is található. 
2024. augusztus 22-én hunyt el otthonában. 89 évet élt.

## Magánélete
Felesége Móricz Ildikó színésznő volt. Szülei hivatásának folytatója fiuk: Ifj. Pathó István.

## Színházi szerepei
- Zerkovitz Béla: Csókos asszony... Csipcsala
- Fényes Szabolcs: Maya... Rudi
- Vörösmarty Mihály: Csongor és Tünde... Balga
- Carlo Goldoni: Két úr szolgája... Brighella
- Márai Sándor: A kassai polgárok... Angelus
- Csehov: Cseresznyéskert... Jepihodov
- Tamási Áron: Énekes madár... Simó Lázár
- Bárány Tamás: A fiam nem a lányom... Feri
- Henrik Ibsen: A nép ellensége... Részeg
- Alekszandr Nyikolajevics Osztrovszkij: Jövedelmező állás... Anton
- Gyurkó László: Fejezetek Leninről
- Németh László: Husz János... Vitus
- Emmet Lavery: Az úr katonái... José Maria Sierra
- Szabó Magda: Régimódi történet... Orvos
- Heltai Jenő: A néma levente... Tiribi, udvari bolond
- Illyés Gyula: Tiszták... Péter
- Aszlányi Károly: Amerikai komédia... André Soupault
- Nagy Ignác: Tisztújítás... Schnapsz, fogadós
- Bodolay Géza: Lenni vagy nem lenni... Schulz, adjutáns
- Szakonyi Károly–Mikszáth Kálmán: Szent Péter esernyője... Gregorics Boldizsár
- Móricz Zsigmond: Úri muri... Pincér
- William Shakespeare: Lear király... Bolond
- Tamási Áron: Tündöklő Jeromos... Jegyző
- Mikszáth Kálmán: A Noszty fiú esete Tóth Marival... Poltáry György, alispán
- Tamási Áron: Hegyi patak... Simó Lázár
- Dušan Kovačević: A profi... És egy teljesen normális őrült
- Csurka István: Megmaradni... Harmadik zenész, 30 körül

## Filmjei

### Játékfilmek
- Pacsirta (1965)
- Utószezon (1967)
- A múmia közbeszól (1967)
- Jaguár (1967)
- Egri csillagok 1-2. (1968)
- Lássátok feleim (1968)
- Hazai pálya (1968)
- Virágvasárnap (1969)
- Hangyaboly (1971)
- Jelbeszéd (1974)
- Az idők kezdetén (1975)
- Angi Vera (1979)
- Vízipók-csodapók (1982; rajz-játékfilm) – Vízipók (hang)
- Szeretők (1984)
- Valaki figyel (1985)
- Macskafogó (1986; rajz-játékfilm) – Bankigazgató (hang)
- Az agglegény (1990)
- Napló apámnak, anyámnak (1990)
- Egérút (1999; rajz-játékfilm) – Gyöngyszem apja (hang)
- Vízipók-csodapók: A téli álom (2000) – Vízipók (hang)

### Tévéfilmek
- Őrjárat az égen 1-4. (1970)
- Tizennégy vértanú (1970)
- A 0416-os szökevény (1970)
- Kukori és Kotkoda II. (1971) – Asszisztens; Riporter; Csabi (hang)
- Villa a Lidón (1971)
- Mézga Aladár különös kalandjai (1972) – További szereplők (hang)
- Kérem a következőt! (1973-1983) – Csörgőkígyó hölgy; Boa; Pocok; Nyúl (2. évadban); Denevér (hang)
- Utánam, srácok! 1-6. (1975)
- A vonatok reggel indulnak (1976)
- Vízipók-csodapók (1976-1985) – Vízipók (hang)
- Fogságom naplója (1977) (1979-ben adták le)
- Viszontlátásra, drága (1978)
- Hongkongi paróka (1979)
- Misi Mókus kalandjai (1980) – Ká (hang)
- A legnagyobb sűrűség közepe (1981)
- Faustus doktor boldogságos pokoljárása (1982)
- Fehér rozsda (1982)
- Liszt Ferenc (1982)
- Nápolyi mulatságok (1982)
- Háry János (1983) – Ceremóniamester (hang)
- Kíváncsi Fáncsi (1984-1989) – Szarvasbogár; Pápaszemes kígyó (hang)
- Frakk, a macskák réme IV. (1984-1985) – Újságíró, aki Károly bácsiék mályváit nézi (hang)
- Különös házasság (1984)
- Postarablók (1985)
- A Mágor-pusztai domb (1987) – Narrátor (hang)
- Gyilkosság két tételben (1988)
- A törvény szövedéke (1988)
- Freytág testvérek 1-5. (1989)
- Szomszédok (1987-1989)
- Frici, a vállalkozó szellem (1993)
- Kisváros (1993-1997)
- Családi album (2000)
- Millenniumi mesék (2000)
- Pirkadat (2008)

## Szinkronszerepei
Jellegzetes orgánuma miatt számtalan szinkron-szerepben is feltűnt, talán egyik legismertebb ezek közül a Vízipók-csodapók sorozatban a Vízipók szinkronhangja, de ismert a Házibuli c. filmből is (Claude Brasseur).

### Film
- A sanghaji asszony: Arthur Bannister – Everett Sloane
- Egy kis kiruccanás:  Augustin Bouvet – Bourvil
- A keresztapa: Amerigo Bonasera – Salvatore Corsitto
- A bárányok hallgatnak: Lamar – Tracey Walter
- A bosszú völgye: Mr. Willoughby – Will Wright
- Most és mindörökké: Dana Holmes kapitány – Philip Ober
- Híd a Kwai folyón: Hughes őrnagy – John Boxer
- Újra szól a hatlövetű: Kelly, Dodge City polgármestere – Nelson Leigh
- Az akasztófa: Tom Flaunce – Karl Swenson
- Salamon és Sába királynője: Hezrai – Laurence Naismith
- A leghosszabb nap: Hellmuth Meyer ezredes – Heinz Spitzner
- Bilincs és mosoly: Society Red – J.D. Cannon
- Forró éjszakában: Shagbag – Timothy Scott
- Kalandorok: Biztosítási ügynök – Paul Crauchet
- Házibuli: François Beretton – Claude Brasseur

### Sorozat
- A klinika: Dr. Schäfer – Karl Walter Diess
- A Guldenburgok öröksége: Dr. Petzold - Heinz Gerhard Lück
- A nemesi ház: Sir Geoffrey Allison – John Houseman
- Kojak: Frank McNeil – Dan Frazer
- Rabszolgasors (teleregény): Conselheiro Fontoura – Dary Reis
- Vivát, Benyovszky!: Brjanyicin – Jozef Dóczy
- Hupikék törpikék: Lusti
- Twin Peaks: Garland Briggs őrnagy – Don S. Davis

### Videójáték
- Hupikék törpikék Teletranszporttörp: Lusti

## Rádiójátékok
- Charles Dickens: Dombey és fia (1967)
- Hámori Ottó: Szorgalmas évszázad (1967)
- Padisák Mihály: Csak bikiniben! (1967)
- Rejtő Jenő: Barbara tejbár (1968)
- "Fölöttem csak a csillagvilágok..." - Rádiókompozíció Goethe műveiből (1969)
- William Shakespeare: Macbeth (1969)
- Homérosz: Odüsszeia (1970)
- Ollier, Claude: Merénylet egyenes adásban (1970)
- László Endre: "Te csak húzzad, Bihari!" (1971)
- Verne, Jules: Várkastély a Kárpátokban (1973)
- Berza László: Reguly Antal (1974)
- Áprily Lajos: Álom a vár alatt (1974)
- Zarko Petan: A hasonmás (1974)
- Maróti Lajos: Az a szép fényes szerelem (1975)
- Raszkolnyikov - Jelenetek Dosztojevszkij Bűn és bűnhődés című regényéből (1976)
- Astrid Lindgren: Öcsi és a repülő bácsika (1979) - Apa
- Chaucer, Geoffrey: Canterbury mesék (1979)
- Robert Merle: A sziget (1979)
- Capek: Az ellopott 139/VII. c. üo. sz. irat (1980)
- Hajdú Ferenc: Boldog bolondok (1981)
- Maróti Lajos: Súlytalanság (1982)
- Barabás Tibor: Rákóczi hadnagya (1983)
- Csetényi Anikó: A sátor (1983)
- Egy órában egy élet: Doris day (1983)
- Alexandre Dumas: A három testőr (1984)
- Edgar Wallace: Fecsegő felügyelő esetei (1984)
- George Ciprian: Gácsérfej (1984)
- Gyárfás Endre: Forgattam kormányt és tollat (1985)
- Kodolányi János: Pogány tűz (1986)
- Andrzejevski, Jerzy: Aranyróka (1987)
- Bozó László: Gyilkosság a Hungaroringen (1989)
- Alexandre Dumas: A fekete tulipán (1989)
- Gion Nándor: Postarablók (1989)
- Ernest Hemingway: Veszélyes nyár (1989)
- Zilahy Lajos: A szűz és a gödölye (1990)
- Dante: Isteni színjáték (1990)
- Fromaget: A Próféta rokona (1991)
- Tamás Menyhért: Inkvizitorok kora (1992)
- Balázs József: Isten küldöttei (1996)
- Gion Nándor: Ez a nap a miénk (2000)